# Oberschwappach
Oberschwappach ist ein Gemeindeteil der Gemeinde Knetzgau im unterfränkischen Landkreis Haßberge in Bayern.

## Lage
Das Kirchdorf liegt sechs Kilometer südwestlich der Ortsmitte von Knetzgau und ist mit dem Hauptort durch die Staatsstraße 2277 verbunden. Durch den Ort fließt der Steinsfelder Mühlbach, der weiter abwärts wenig vor der Mündung in den Seebach auch Schwappach genannt wird. 

## Geschichte
Erstmals urkundlich erwähnt wurde Oberschwappach im Jahr 1336 anlässlich des Verkaufs von Gütern am Eichelberg.
Am 1. Juli 1972 schloss sich Oberschwappach im Rahmen der Gebietsreform in Bayern der Gemeinde Knetzgau an.

## Pfarreizugehörigkeit
Oberschwappach gehört katholisch als Pfarrvikarie zur Gemeinde Knetzgau und evangelisch nach Westheim. 

## Kultur und Sehenswürdigkeiten

St. Barbara vom Schloss aus

Palmsonntagsprozession Dorfstraße

- Das Schloss Oberschwappach wurde im 18. Jahrhundert vom Kloster Ebrach unter Abt Wilhelm I. Sölner nach Plänen des Hochfürstlich Würzburgischen Stadt- und Landbaumeisters Joseph Greissing zur Repräsentation gebaut, aber kaum genutzt. Es wechselte nach der Säkularisation mehrfach den Besitzer und ist heute im Besitz der Gemeinde Knetzgau.
- Wenige Jahre vor dem Bau des Schlosses wurde die barocke katholische Pfarrkirche St. Barbara ebenfalls nach Plänen von Joseph Greissing errichtet. Diese geht auf eine Anlage des späten 16. Jahrhunderts zurück; das heutige Langhaus mit Giebelreiter wurde 1721 fertiggestellt. Die Finanzierung sicherte hauptsächlich das Kloster Ebrach unter dem baufreudigen Abt Wilhelm I. Sölner.
- Der Oberschwappacher Kabarettist Otmar Schmelzer betreibt auf seinem Bauernhof die Bescheuerte Weindunstbühne.[6]